# 구글 클래스룸
구글 클래스룸(Google Classroom)은 구글이 학교를 위해 개발한 무료 웹 서비스로, 종이 없이 과제를 만들고, 배포하고, 점수를 매기는 것을 단순화하는 것을 목표로 한다. 구글 클래스룸의 주요 목적은 교사와 학생 사이의 파일 공유를 간소화하는 것이다.
구글 클래스룸은 할당 생성 및 배포를 위해 구글 드라이브, 문서 작성을 위해 구글 독스, 시트, 슬라이드, 통신을 위해 지메일, 일정 관리를 위해 구글 캘린더를 결합한다. 학생들은 개인 코드를 통해 수업에 참여하도록 초청되거나, 학교 도메인을 통해 자동으로 참여, 구글 미트로 화상 회의를 진행할 수 있다.
2020년, 수많은 학교가 코로나19 범유행 기간 중 원격 교육으로 이전하면서 구글 클래스룸의 이용률은 증가하였다.